# Andrés Romero (futbolista venezolano)
Andrés Josué Romero Tocuyo (Maturín, Monagas, Venezuela, 7 de marzo de 2003) es un futbolista venezolano que juega como centrocampista en el C.A Boston River de la Primera División de Uruguay.

## Trayectoria
Debutó con el primer equipo de Monagas S. C. el 26 de octubre de 2019 frente al Carabobo por la Liga FUTVE.

## Selección nacional
Debutó con selección de fútbol de Venezuela el 27 de septiembre de 2022, en un partido amistoso frente a la selección de Emiratos Árabes Unidos entrando al minuto 65, minutos más tarde repartiría una asistencia a tres dedos para que Josef Martínez marcara el 4:0 definitivo en el encuentro.

### Selecciones juveniles
Participó en el Torneo Maurice Revello logrando el subcampeonato con la selección sub-23 en el año 2022. En el 2023 disputaría el Sudamericano Sub-20, siendo importante dentro del conjunto vinotinto y llegando al hexagonal final pero sin conseguir el pase al mundial de la categoría.

## Estadísticas de carrera
Actualizado al 15 de mayo de 2024.
| Club | Div           | Temporada     | Liga | Liga  | Liga  | Copa(1) | Copa(1) | Copa(1) | Copa Internacional(2) | Copa Internacional(2) | Copa Internacional(2) | Total | Total | Total |
| Club | Div           | Temporada     | Part | Goles | Asist | Part    | Goles   | Asist   | Part                  | Goles                 | Asist                 | Part  | Goles | Asist |
| --- | ------------- | ------------- | ---- | ----- | ----- | ------- | ------- | ------- | --------------------- | --------------------- | --------------------- | ----- | ----- | ----- |
| Monagas S.C. · Venezuela | 1°            | 2019          | 1    | 0     | 0     | 1       | 0       | 0       | -                     | -                     | -                     | 2     | 0     | 0     |
| Monagas S.C. · Venezuela | 1°            | 2020          | 11   | 0     | 0     | -       | -       | -       | -                     | -                     | -                     | 11    | 0     | 0     |
| Monagas S.C. · Venezuela | 1°            | 2021          | 26   | 2     | 3     | -       | -       | -       | -                     | -                     | -                     | 26    | 2     | 3     |
| Monagas S.C. · Venezuela | 1°            | 2022          | 29   | 5     | 4     | -       | -       | -       | 2                     | 0                     | 0                     | 31    | 5     | 4     |
| Monagas S.C. · Venezuela | 1°            | 2023          | 19   | 1     | 1     | -       | -       | -       | 5                     | 0                     | 0                     | 24    | 1     | 0     |
| DAC 1904 · Eslovaquia | 1°            | 2023          | 2    | 0     | 0     | 3       | 1       | 0       | -                     | -                     | -                     | 5     | 1     | 0     |
| DAC 1904 · Eslovaquia | Total Club    | Total Club    | 2    | 0     | 0     | 3       | 1       | 0       | 0                     | 0                     | 0                     | 5     | 1     | 0     |
| Monagas S.C. · Venezuela | 1°            | 2024          | 8    | 0     | 0     | -       | -       | -       | -                     | -                     | -                     | 8     | 0     | 0     |
| Monagas S.C. · Venezuela | Total Club    | Total Club    | 94   | 8     | 7     | 1       | 0       | 0       | 7                     | 0                     | 0                     | 102   | 8     | 7     |
| Carrera total | Carrera total | Carrera total | 96   | 8     | 7     | 4       | 1       | 0       | 7                     | 0                     | 0                     | 107   | 9     | 7     |
| (1) Incluye datos de la Copa Venezuela y Copa de Eslovaquia (2) Incluye datos de la Copa Libertadores (3) No incluye goles en partidos amistosos. |               |               |      |       |       |         |         |         |                       |                       |                       |       |       |       |